# Canada-Italie en rugby à XV
Cet article présente l'historique des confrontations entre l'équipe du Canada et l'équipe d'Italie en rugby à XV. Les deux équipes se sont affrontées à dix reprises dont trois fois en Coupe du monde. Les Italiens ont remporté huit rencontres contre deux pour les Canadiens.

## Les confrontations
Voici l'intégralité des confrontations entre ces deux équipes :
| No | Date              | Lieu                                    | Match           | Score   | Compétition              |
| -- | ----------------- | --------------------------------------- | --------------- | ------- | ------------------------ |
| 1  | 25 juin 1983      | Sports Complex, Burnaby Lake, Canada    | Canada – Italie | 19 – 13 | Test match               |
| 2  | 1er juillet 1983  | Stanley Park, Toronto, Canada           | Canada – Italie | 9 – 37  | Test match               |
| 3  | 11 novembre 2000  | Stade Mario-Battaglini, Rovigo, Italie  | Italie – Canada | 17 – 22 | Test match               |
| 4  | 21 octobre 2003   | Bruce Stadium, Canberra, Australie      | Italie – Canada | 19 – 14 | Coupe du monde (poule D) |
| 5  | 6 novembre 2004   | Stade Tommaso-Fattori, L'Aquila, Italie | Italie – Canada | 51 – 6  | Test match               |
| 6  | 25 novembre 2006  | Stadio Comunale, Fontanafredda, Italie  | Italie – Canada | 41 – 6  | Test match               |
| 7  | 15 juin 2012      | BMO Field, Toronto, Canada              | Canada – Italie | 16 – 25 | Test match               |
| 8  | 26 septembre 2015 | Elland Road, Leeds, Angleterre          | Italie – Canada | 23 – 18 | Coupe du monde (poule D) |
| 9  | 26 juin 2016      | BMO Field, Toronto, Canada              | Canada – Italie | 18 – 20 | Test match               |
| 10 | 26 septembre 2019 | Hakatanomori Stadium, Fukuoka, Japon    | Italie – Canada | 48 – 7  | Coupe du monde (poule B) |